# Ducal
Ducal är ett cigarettmärke från den tysk/luxemburgska tillverkaren Heintz van Landewyck GmbH, som bland annat även tillverkar Elixyr och Maryland. Märket härstammar från Mellaneuropa, där det funnits i flera decennier. 
Ducal Red
- Tjära 10 mg
- Nikotin 0,8 mg
- Kolmonoxid 10 mg

Ducal Blue
- Tjära 6 mg
- Nikotin 0,5 mg
- Kolmonoxid 7 mg